# Nicolás Pavlovich
Nicolás Pavlovich (Balcarce, 14. veljače 1978.) je argentinski nogometaš.
Nastupao je za ruski Saturn.